# Gerritje Meldau
Gerritje Meldau (* 16. März 1899 in Mannheim als Gerritje Precht; † 30. Januar 1994 in Berlin) war eine deutsche Chemikerin und Frauenrechtlerin.

## Leben
Gerritje Precht war eine Tochter des Physikers Julius Precht und seiner Frau Jo, geborene van Eck. Sie wurde in Mannheim geboren und wuchs in Hannover auf, wo sie das Lyzeum und das Oberlyzeum besuchte. 1917 begann sie ein Chemie-Studium an der Technischen Hochschule Hannover. Nach ihrem Examen war sie im Forschungslabor eines Großunternehmens tätig. 1922 heiratete sie den Ingenieur Robert Meldau, mit dem sie später zwei Söhne und eine Tochter haben sollte. Gerritje Meldau unterstützte ihn, als er sich 1926 in Berlin mit einem staubtechnischen Labor und 1927 als Patentanwalt selbständig machte. Nach dem Zweiten Weltkrieg ließ sich die Familie zunächst in Harsewinkel, ab 1960 dann in Gütersloh nieder.
1921 wurde Gerritje Precht Mitglied im Verband Deutsche Frauenkultur. Ab 1928 leitete sie dessen Berliner Ortsgruppe. Nach dem Zweiten Weltkrieg wurde sie 1949 zur zweiten Vorsitzenden gewählt, 1954 dann zur Bundesvorsitzenden. Dieses Amt hatte sie bis 1975 inne, danach war sie bis zu ihrem Lebensende Ehrenvorsitzende des Verbandes. Sie hatte mehrere Jahre die Schriftleitung der vereinseigenen Zeitschrift inne. Im Juli 1970 wurde Meldau mit dem Bundesverdienstkreuz 1. Klasse ausgezeichnet.